# Балапан (телеканал)
«Balapan» (Балапан с каз. — «Цыплёнок») — казахстанский детский телеканал. Начал вещание 27 сентября 2010 года. Входит в состав АО РТРК «Казахстан». С 3 сентября 2012 года вещание переведено в новый медиацентр «Қазмедиа орталығы» в Астане. Вещает 15 часов в сутки на казахском языке в SD формате.

## Распространение
Входит в пакет бесплатных каналов OTAU TV и Базовый пакет совместного IPTV-бренда ТОО Alacast и АО «Казахтелеком» iD TV. Присутствует в основном мультиплексе национального оператора эфирного цифрового телерадиовещания АО «Казтелерадио». Ретранслируется кабельными операторами.

## Программы
- «Білім бәйгесі»
- «Аға болғым келеді»
- «Суретші балапан»
- «Алтын сақа»
- «Әжемнің ертегісі»
- «Miss Kaussar»
- ««Тәуекел» спорт додасы»
- «Байқа, балақай»
- «Қане, бізге қосыл!»
- «Анаммен бірге»
- «Әкеммен бірге»
- «Этикет әлемі»

## Мультсериалы
- «Дала ойындары»[1]
- «Алтын кілт»
- «Глобус»
- «Көңілді көкөністер»
- «Жібек»
- «Бала Бекзат»
- «Бөпе»
- «Экосарбаздар»
- «Тотықұстар»
- «Бозторғай»
- «Балапан түлек»
- «Жұлдыздар әлемі»
- «Ырысты ыдыстар»
- «Ойыншықтар»
- «Дәрігер Дана»
- «Желаяқ»